# Luke Jensen
Luke Jensen (* 18. Juni 1966 in Grayling, Michigan) ist ein ehemaliger US-amerikanischer Tennisspieler.

## Leben
Jensen besuchte die University of Southern California und wurde 1987 Tennisprofi. Er war auf das Doppelspiel spezialisiert und spielte über mehrere Jahre zusammen mit seinem Bruder Murphy. Er konnte auf der ATP World Tour zehn Turniere im Doppelwettbewerb gewinnen, weitere 14 mal stand er in einem Doppelfinale. Seine höchste Notierung in der Tennis-Weltrangliste erreichte er 1988 mit Position 168 im Einzel sowie 1993 mit Position 6 im Doppel.
Sein bestes Einzelresultat bei einem Grand-Slam-Turnier war das Erreichen der zweiten Runde der US Open 1985 und 1986. Im Doppel gewann er an der Seite seines Bruders Murphy bei den French Open 1993 gegen das deutsche Doppel aus Marc-Kevin Goellner und David Prinosil. Jensen war einer der wenigen beidhändigen Spieler auf der ATP World Tour, er konnte auch während eines Matches die Spielhand wechseln. Daher resultierte auch sein Spitzname Dual Hand Luke.
2006 wurde er Cheftrainer an der Syracuse University.

## Erfolge
| Legende (Anzahl der Titel)        |
| Grand Slam (1)                    |
| Tennis Masters Cup                |
| ATP Masters Series (1)            |
| ATP International Series Gold (1) |
| ATP International Series (7)      |
| ATP Challenger Series (8)         |

| Titel nach Belag |
| Hartplatz (5)    |
| Sand (4)         |
| Rasen (1)        |
| Teppich (0)      |

### Einzel

#### Turniersiege
| Nr. | Datum             | Turnier | Belag     | Finalgegner      | Ergebnis      |
| --- | ----------------- | ------- | --------- | ---------------- | ------------- |
| 1.  | 28. November 1988 | Brest   | Hartplatz | Stéphane Grenier | 4:6, 6:3, 6:4 |

### Doppel

#### Turniersiege

##### ATP Tour
| Nr. | Datum             | Turnier          | Belag     | Partner         | Finalgegner                        | Ergebnis      |
| --- | ----------------- | ---------------- | --------- | --------------- | ---------------------------------- | ------------- |
| 1.  | 1. Februar 1988   | Guarujá          | Hartplatz | Ricardo Acuña   | Javier Frana Diego Pérez           | 6:1, 6:4      |
| 2.  | 20. November 1989 | Johannesburg     | Hartplatz | Richey Reneberg | Kelly Jones Joey Rive              | 6:0, 6:4      |
| 3.  | 8. April 1991     | Orlando          | Hartplatz | Scott Melville  | Nicolás Pereira Pete Sampras       | 6:7, 7:6, 6:3 |
| 4.  | 29. April 1991    | Monte Carlo      | Sand      | Laurie Warder   | Paul Haarhuis Mark Koevermans      | 5:7, 7:6, 6:4 |
| 5.  | 27. Mai 1991      | Bologna (1)      | Sand      | Laurie Warder   | Luiz Mattar Jaime Oncins           | 6:4, 7:6      |
| 6.  | 25. Mai 1992      | Bologna (2)      | Sand      | Laurie Warder   | Javier Frana Javier Sánchez        | 6:2, 6:3      |
| 7.  | 7. Juni 1993      | French Open      | Sand      | Murphy Jensen   | Marc-Kevin Goellner David Prinosil | 6:4, 6:7, 6:4 |
| 8.  | 26. Juni 1995     | Nottingham       | Rasen     | Murphy Jensen   | Patrick Galbraith Danie Visser     | 6:3, 5:7, 6:4 |
| 9.  | 26. August 1996   | Long Island      | Hartplatz | Murphy Jensen   | Hendrik Dreekmann Alexander Wolkow | 6:3, 7:6      |
| 10. | 21. Juli 1997     | Washington, D.C. | Hartplatz | Murphy Jensen   | Neville Godwin Fernon Wibier       | 6:4, 6:4      |

##### Challenger Tour
| Nr. | Datum            | Turnier      | Belag     | Partner          | Finalgegner                    | Ergebnis      |
| --- | ---------------- | ------------ | --------- | ---------------- | ------------------------------ | ------------- |
| 1.  | 5. August 1985   | Winnetka     | Hartplatz | Ricky Brown      | Kelly Evernden Brian Levine    | 6:4, 6:7, 6:4 |
| 2.  | 7. Dezember 1985 | East London  | Hartplatz | Byron Talbot     | Stephan Medem Geoff Roper      | 6:3, 5:7, 6:4 |
| 3.  | 18. Januar 1988  | Viña del Mar | Sand      | Ricardo Acuña    | Pablo Albano Fabian Blengino   | 6:1, 6:4      |
| 4.  | 7. November 1988 | Helsinki     | Teppich   | Peter Palandjian | Jörg Müller James Turner       | 7:6, 3:6, 6:3 |
| 5.  | 15. Mai 1989     | Raleigh      | Sand      | Charles Beckman  | Paul Haarhuis Denis Langaskens | 7:5, 6:4      |
| 6.  | 9. Dezember 1991 | Hongkong     | Hartplatz | Murphy Jensen    | Mike Briggs Trevor Kronemann   | kampflos      |
| 7.  | 14. April 1997   | Birmingham   | Sand      | Murphy Jensen    | Fredrik Bergh Rikard Bergh     | 6:2, 7:6      |

#### Finalteilnahmen
| Nr. | Datum              | Turnier       | Belag         | Partner        | Finalgegner                     | Ergebnis      |
| --- | ------------------ | ------------- | ------------- | -------------- | ------------------------------- | ------------- |
| 1.  | 20. Mai 1991       | Rom           | Sand          | Laurie Warder  | Omar Camporese Goran Ivanišević | 2:6, 3:6      |
| 2.  | 7. Oktober 1991    | Sydney Indoor | Hartplatz (i) | Laurie Warder  | Jim Grabb Richey Reneberg       | 4:6, 4:6      |
| 3.  | 6. April 1992      | Estoril       | Sand          | Laurie Warder  | Hendrik Jan Davids Libor Pimek  | 6:3, 3:6, 5:7 |
| 4.  | 18. Januar 1993    | Sydney        | Hartplatz     | Murphy Jensen  | Sandon Stolle Jason Stoltenberg | 3:6, 4:6      |
| 5.  | 1. März 1993       | Scottsdale    | Hartplatz     | Sandon Stolle  | Mark Keil Dave Randall          | 5:7, 4:6      |
| 6.  | 8. März 1993       | Indian Wells  | Hartplatz     | Scott Melville | Guy Forget Henri Leconte        | 4:6, 5:7      |
| 7.  | 3. Mai 1993        | Madrid        | Sand          | Scott Melville | Tomás Carbonell Carlos Costa    | 6:7, 2:6      |
| 8.  | 24. Mai 1993       | Bologna       | Sand          | Murphy Jensen  | Danie Visser Laurie Warder      | 6:4, 4:6, 4:6 |
| 9.  | 18. Oktober 1993   | Tokio         | Teppich       | Murphy Jensen  | Grant Connell Patrick Galbraith | 3:6, 4:6      |
| 10. | 28. Februar 1994   | Mexiko-Stadt  | Sand          | Murphy Jensen  | Francisco Montana Bryan Shelton | 3:6, 4:6      |
| 11. | 19. September 1994 | Bogotá        | Sand          | Murphy Jensen  | Mark Knowles Daniel Nestor      | 4:6, 6:7      |
| 12. | 24. April 1995     | Nizza         | Sand          | David Wheaton  | Cyril Suk Daniel Vacek          | 6:3, 6:7, 6:7 |
| 13. | 12. Mai 1997       | Coral Springs | Sand          | Murphy Jensen  | Dave Randall Greg Van Emburgh   | 7:6, 2:6, 6:7 |
| 14. | 26. Mai 1997       | St. Pölten    | Sand          | Murphy Jensen  | Kelly Jones Scott Melville      | 2:6, 6:7      |